# Német Demokratikus Köztársaság

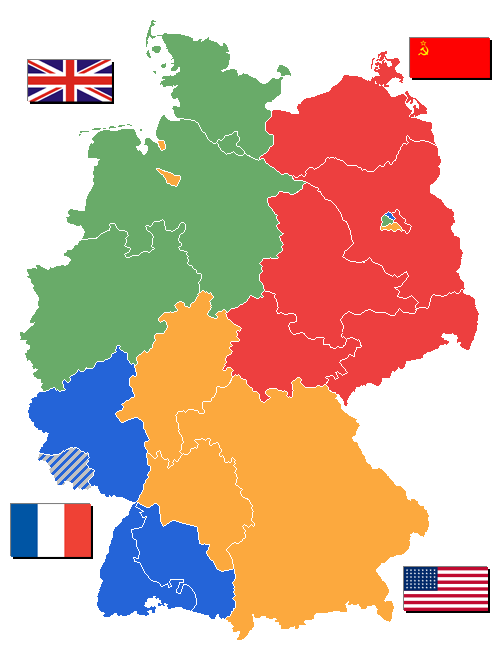
Németország megszállási övezetei (1945)

A Német Demokratikus Köztársaság (röviden NDK, németül Deutsche Demokratische Republik, DDR, nem hivatalos elnevezéssel Kelet-Németország) szocialista állam volt, amely 1949 és 1990 között létezett Németország szovjet megszállási zónájában. Északról a Balti-tenger, keletről Lengyelország, délkeletről Csehszlovákia, nyugatról és délnyugatról Nyugat-Németország határolta. Az NDK-hoz tartozott még Berlin keleti fele (Kelet-Berlin), ami az egykori szovjet megszállási szektorba eső területet jelentette. Az ország fővárosa hivatalosan Berlin volt, a gyakorlatban azonban ez csak Kelet-Berlint jelentette, hiszen a város nyugati felét (Nyugat-Berlin) amerikai, brit és francia zónákra osztották fel a nyugati szövetséges államok és a két városrészt fal választotta el 1961-től 1989-es leomlásáig.
Az NDK a hidegháború éveiben a keleti blokk államai közé tartozott. Az országban többpártrendszer működött, de a választásokat jellemzően a Német Szocialista Egységpárt vezette koalíció nyerte. Az NDK gazdasága a szocialista típusú tervgazdálkodáson alapult, az állam működésében pedig az állambiztonsági szerv (Stasi) kezében összpontosuló rendkívül nagy hatalom különösen meghatározó volt.

## A Német Demokratikus Köztársaság története

### Az NDK létrejötte
A Szovjetunió és a nyugati szövetségesek 1945 májusában győzelmet arattak a Harmadik Birodalom fölött. Németország kétharmada nyugati, egyharmada szovjet ellenőrzés alá került, az országot a négy szövetséges nagyhatalom megszállási övezetekre osztotta. A szovjetek átadták az ellenőrzést a nyugati szövetségeseknek Berlin nyugati városrészei fölött, míg az amerikai és brit csapatokat Türingiában és Osztfáliában váltották fel a szovjetek.
1946-ban a keleti szektorban szovjet nyomásra Németország Szociáldemokrata Pártja (SPD) és Németország Kommunista Pártja (KPD) kimondta az egyesülést. Megalakult a Német Szocialista Egységpárt (NSZEP), melynek vezetéséből kiszorították a nyugati szemléletű baloldaliakat. A párt teljes egészében a szovjetekhez hű kommunisták befolyása alá került.
1947-ig a nyugati szövetségesek fokozatosan egységesítették saját megszállási övezeteiket. A Szovjetuniónak azonban nem volt érdeke, hogy Európában újból egy egységes – immáron a nyugati szövetségi rendszerhez tartozó – Németország jelenjen meg, ezért saját megszállási övezetét elzárta a nyugati típusú változások elől. A belnémet határon fokozatosan kiépült a műszaki zár, a vasfüggöny.
1948. június 2-án nyugati megszállási övezeteikben valutareformot vezettek be (német márka; DM). A szovjetek erre való válaszként keleten saját valutát adtak ki. (keleti márka; OM). Június 24-én Nyugat-Berlinben is bevezették a német márkát, mire válaszul a szovjet hatóságok blokád alá vették Nyugat-Berlin szárazföldi határait. Céljuk az volt, hogy a nyugati hatalmakat rábírják a Berlinből való kivonulásra. A szovjetek végül 1949 májusában oldották fel Nyugat-Berlin blokádját. A keleti blokkban összeült a 3. Német Népi Kongresszus, amely elfogadta a szovjet mintára készült „népi demokratikus” német alkotmányt. Ezzel párhuzamosan Nyugat-Németországban megalakult a Németországi Szövetségi Köztársaság (NSZK).
Kelet-Berlinben 1949. október 7-én a szocialista országok diplomáciai testületei és újságírók előtt egy rendkívül visszafogott ceremónia keretében bemutatták az új állam nevét, alkotmányát, zászlaját és címerét. Az új állam fővárosaként Kelet-Berlint jelölték ki. Ezzel az aktussal a Német Demokratikus Köztársaság megalapíttatott, Németországot hivatalosan is két elkülönült államra osztották.

### A hidegháború kezdetétől a falig
1950-ben Walter Ulbricht lett az NSZEP első titkára. Megalapították az Állambiztonsági Minisztériumot („Ministerium für Staatssicherheit”, a köznyelvben elterjedő neve „Stasi”), mely a külföldi hírszerzés és kémelhárítás mellett a „belső ellenség” elleni harcot is feladatául kapta. Október 15-én választásokat tartottak. A választásokon csak az ún. „egységlistára” lehetett szavazni, melyen az NSZEP jelöltjei mellett más pártok jelöltjei is szerepeltek. (Az NDK-ban a náci párton kívül egyetlen más pártot sem tiltottak be. A jobboldali pártok működését engedélyezték, de természetesen erős kontroll alatt álltak.) A választásokon az egységlista 99,3%-os győzelmet aratott. A következő évben szovjet mintára elindult az első ötéves terv. A tervben nagy hangsúlyt fektettek a háborúban elpusztult nehézipari termelés újraindítására és dinamizálására.
1952-ben Sztálin felajánlotta a két Németország egyesítését, azzal a feltétellel, hogy az egyesített Németország független lesz. Ám az ajánlatot a nyugati hatalmak taktikusan elutasították, főként amiatt, mivel a Szovjetunió nem volt hajlandó beleegyezni egy szabad össznémet választásba. Ez évben kezdődtek az államosítások. Az ipari üzemek mindegyike ún. népi tulajdonba került. Júniusban elkezdődött a mezőgazdasági üzemek kollektivizálása, a helyi parasztság sok helyütt erőszakos megfélemlítése. A két folyamat eredményeként minden addiginál több menekült özönlött át a még nyitott berlini belnémet határon.
Sztálin halála után az NDK lakossága enyhülést és politikai nyitást várt. 1953 májusában azonban a szocialista üzemekben emelték a munkanormát. A túlhajszolt iram, kevés szabadidő, rendkívül rossz élet- és munkakörülmények miatt ez társadalmi robbanáshoz vezetett. Az NDK nagyvárosaiban felkelések törtek ki, melyet csak a szovjet Vörös Hadsereg segítségével tudtak leverni. Az eset után az NSZEP látszólagos önkritikát gyakorolt és az életszínvonal emelését igyekezett elérni.
Miután 1955. május 9-én az NSZK tagja lett a NATO-nak, a Szovjetunió és az európai szocialista országok május 14-én aláírták a Varsói Szerződést, amelynek az NDK is tagja lett.
A Német Népi Kamara második választásán az egységlista 99,46%-os győzelmet aratott. Egy év múlva Szovjetunió elismerte az NDK önállóságát és jelképesen megszüntette az NDK-ban a megszálló hatóság szerepét betöltő legfelsőbb komisszári posztot.
A keletnémet televízió rendszeres adása 1955-ben kezdődött. Az NDK a lakosság egyre növekvő nyugatra vándorlása ellen új utazási törvényt vezetett be. 1956-ban az SZKP XX. kongresszusán elhangzottaknak megfelelően az NDK-ban is elkezdődik a sztálinisták háttérbe szorítása. Stalinstadtot (~„Sztálinváros”) átkeresztelték Eisenhüttenstadttá (~„Vaskohóváros”). Még ebben az évben, 1956. március 1-jén megalakult a Nemzeti Néphadsereg (Nationale Volksarmee, NVA), amely az ország területi épségét volt hivatott védeni és érdekeit szolgálni.
A berlini belnémet határ kérdése egyre súlyosabb feszültségeket szült a keleti és a nyugati világ között. Hruscsov megfenyegette a nyugati blokkot, hogy a berlini belnémet határ ellenőrzését a Berlin-kérdésben radikális álláspontot képviselő NDK-vezetésre ruházza át. 1958 októberében a Német Népi Kamara harmadik választásán az egységlista 99,71%-os győzelmet aratott. A választások után a mezőgazdasági kollektivizálás újabb hulláma indult el.
1961. augusztus 13-án az NDK kormányának utasítására Nyugat-Berlint műszaki zárral vették körül, hogy az NDK lakosságának nyugatra szökését megakadályozzák. A köznyelvben a létesítmény a berlini fal („Berliner Mauer”) néven vált ismertté, hivatalos neve Antifasiszta Védősánc („Antifaschistischer Schutzwall”) volt. A Fal megépítését az NDK a nyugati kémtevékenység megélénkülésével indokolta. A belnémet határon a keletnémet határőrség lőparancsot kapott („Schussbefehl”), ami határvillongásokhoz és halálos áldozatokhoz vezetett. Az országból történő elszökést vagy annak kísérletét külön büntetőjogi kategóriaként kriminalizálták („Republikflucht”), ami az érintettekre nézve súlyos későbbi joghátrányokkal is járt.

### Stabilizáció és enyhülés
A hatvanas évek az NDK konszolidációjának évtizede volt. A lakosság életszínvonala lassan javulni kezdett és hozzáláttak a városokban még mindig éktelenkedő háborús romok eltakarításához is. A zaklatott ötvenes évek utáni két évtized a lassú enyhülés időszaka. 
 Fokozatosan enyhült a szomszédos országok németellenes érzülete is és az NDK a Szovjetunió alárendelt szövetségeseként betagozódott a hidegháborús világrendbe.

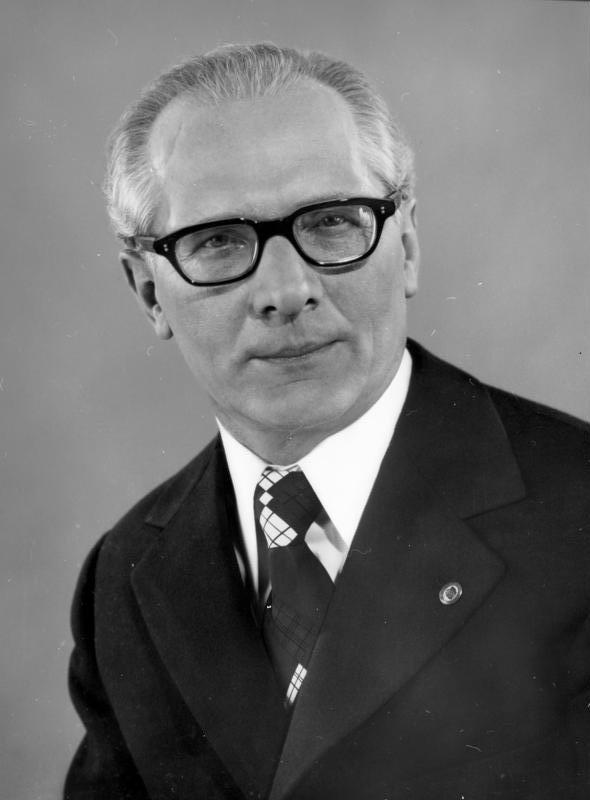
Erich Honecker, az NDK államfője 1971 és 1989 között

1964-ben a szovjet vezetés rávette az NSZEP-et, hogy enyhítsenek az üzemek központi ellenőrzésén. Az üzemek nagyobb önállósága javított az ellátáson és az életszínvonal emelkedését hozta, ami azonban még így is jócskán elmaradt a nyugatitól. Az evangélikus egyház és a kommunista párt közötti enyhülés jeleként 1964-től lehetségessé vált a fegyver nélküli katonai szolgálat. Rheinsbergben 1965-ben megkezdte működését az első atomerőmű. Új állampolgársági törvény lépett életbe 1967-ben. Az NDK többé nem ismerte el a német állampolgárság létét, csak az NDK-állampolgárságot.
1968. áprilisban az NDK polgárainak 94,5%-a szavazta meg az új alkotmányt, melyben kimondatott az NSZEP vezető szerepe és az NDK-t a „német nemzet szocialista államaként” határozták meg. 1970-ben Walter Ulbricht, az NSZEP vezetője „egészségügyi okokból” bejelentette visszavonulását a politikától. Az új vezető Erich Honecker lett.
1971-re enyhült a Berlin körüli fagyos hangulat is. A négy megszálló hatalom szerződést kötött Nyugat-Berlin szárazföldi megközelítéséről. A Hamburg és a Hannover felé vezető autópályákat tranzitútnak nevezték ki, melyen keresztül a nyugati hatalmak konvojai az NDK-n keresztülhajtva érhették el Nyugat-Berlint. Cserébe a nyugati hatalmak elismerték az NDK szuverenitását saját határai fölött. A szerződés után az NDK csökkentette a határzóna szélességét de a szökevényeket automatikusan lelövő berendezéseket telepített. A hetvenes évek elejétől kezdődően az NDK egyre nagyobb figyelmet fordított polgárainak életszínvonal-emelésére. Ennek jegyében nagyszabású lakásépítési programok indultak, míg a belvárosokból eltakarították a még meglévő háborús maradványokat. 1972-ben az elszigeteltségből való kitörés érdekében az NDK 20 nem szocialista országgal vette fel a diplomáciai kapcsolatokat (közöttük Iránnal, Ausztriával, Svédországgal és az Egyesült Államokkal). 1973-ban az NDK az ENSZ tagja lett és először érkezhettek nyugatnémet újságírók az országba.
1975-ben barátsági szerződés született a Szovjetunió és az NDK között, amely a szovjet függés megszilárdításához vezetett. Egy évvel később Wolf Biermannt, az NDK egyik legnépszerűbb könnyűzenészét megfosztották állampolgárságától. Biermann nyugati előadókörúton volt, de művészetét károsnak ítélte meg a politika. Biermann – állampolgárság híján – nem tudott hazatérni, ami hatalmas felháborodást váltott ki az NDK közvéleményében.
1970-től az NDK számos nyugati kereskedelmi banktól vett fel hiteleket, hogy polgárai számára nehezen előállítható cikkeket vásároljon. Ez a folyamat az NDK pénzügyi kiürülésének kezdete.

### Mélyülő válság

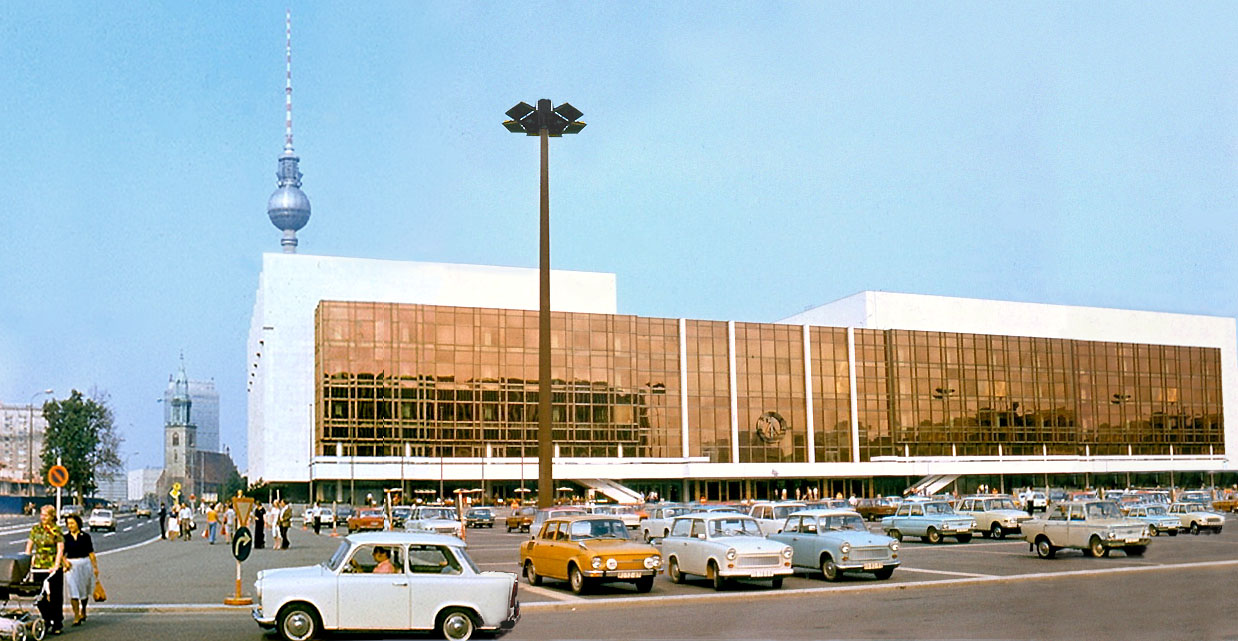
Az NDK parlamentjének épülete, (Berlin, 1977)

A KGST tagállamait is sújtó 1973-as és 1979-es olajválság hatására 1980-tól kezdődő súlyos pénzügyi krízis egyre többször hiúsította meg a nagyberuházásokat.

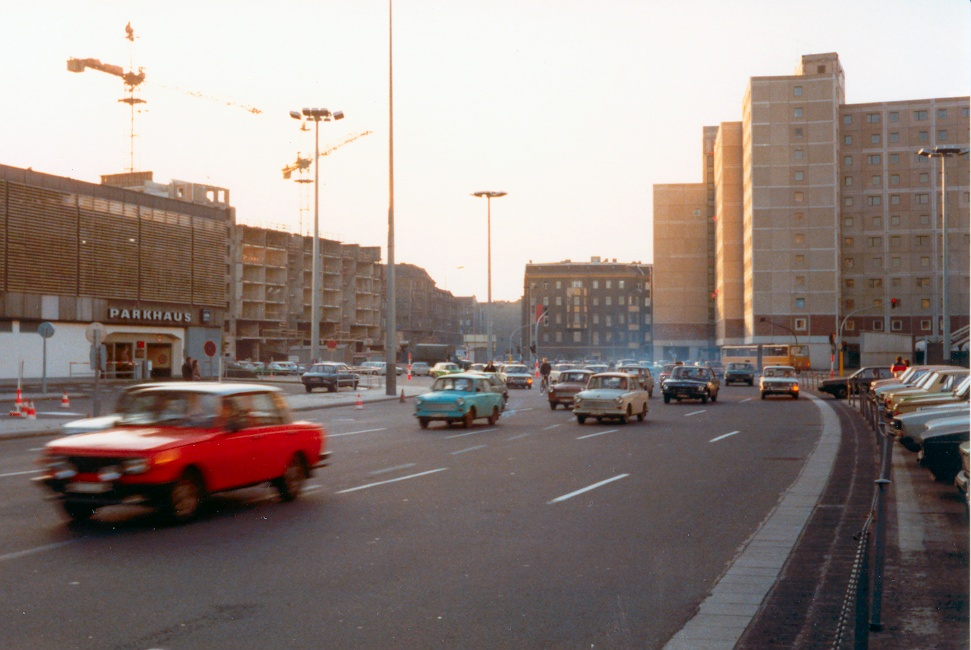
Berlini utcakép 1983-ból

1981-ben az NDK először vett fel hitelt az addigi kölcsönei kamatainak fedezésére. 1983-ban Bajorország nyújtott óriáskölcsönt az NDK-nak. Cserébe az NDK eltávolította a belnémet határon a menekülőket lelövő berendezéseit és megkönnyítette az NSZK-polgárok keletre utazását.
1984-ben 40 ezer NDK polgár települt át nyugatra. Nagy többségük idős ember, akiknek a nyugdíját nem tudta/akarta kifizetni a keletnémet rendszer, ezért engedélyezték a kivándorlásukat. 1985-től kezdődően az NDK politikai vezetése egyre inkább elszigetelődött a keleti blokkon belül is, mivel a Szovjetunióban hatalomra került Mihail Gorbacsov. A peresztrojka és glasznoszty jelszavak felrázták az NDK fásult közvéleményét, de az NDK pártvezetésében szkeptikusan fogadták Gorbacsov reformlépéseit. 1985 és '89 között igen hűvössé vált a viszony a reformpárti szovjet és a konzervatív kommunista NDK-vezetés között. 1988-ban Honecker maga nyilvánította ki, hogy ellenzi és ezért nem is követi a Szovjetunió reformpolitikáját.
1988. január 17-én a Rosa Luxemburg és Karl Liebknecht emlékére rendezett gyűlésen a tüntetők a baloldali gondolkodók egy idézetét tartották magasba („A szabadság mindig a másként gondolkodók szabadsága”), mire a biztonsági erők beavatkoztak és nyugati TV-stábok kamerái előtt több tüntetőt összevertek. Az eset nagy felháborodást váltott ki nyugaton.

### Az NDK összeomlása

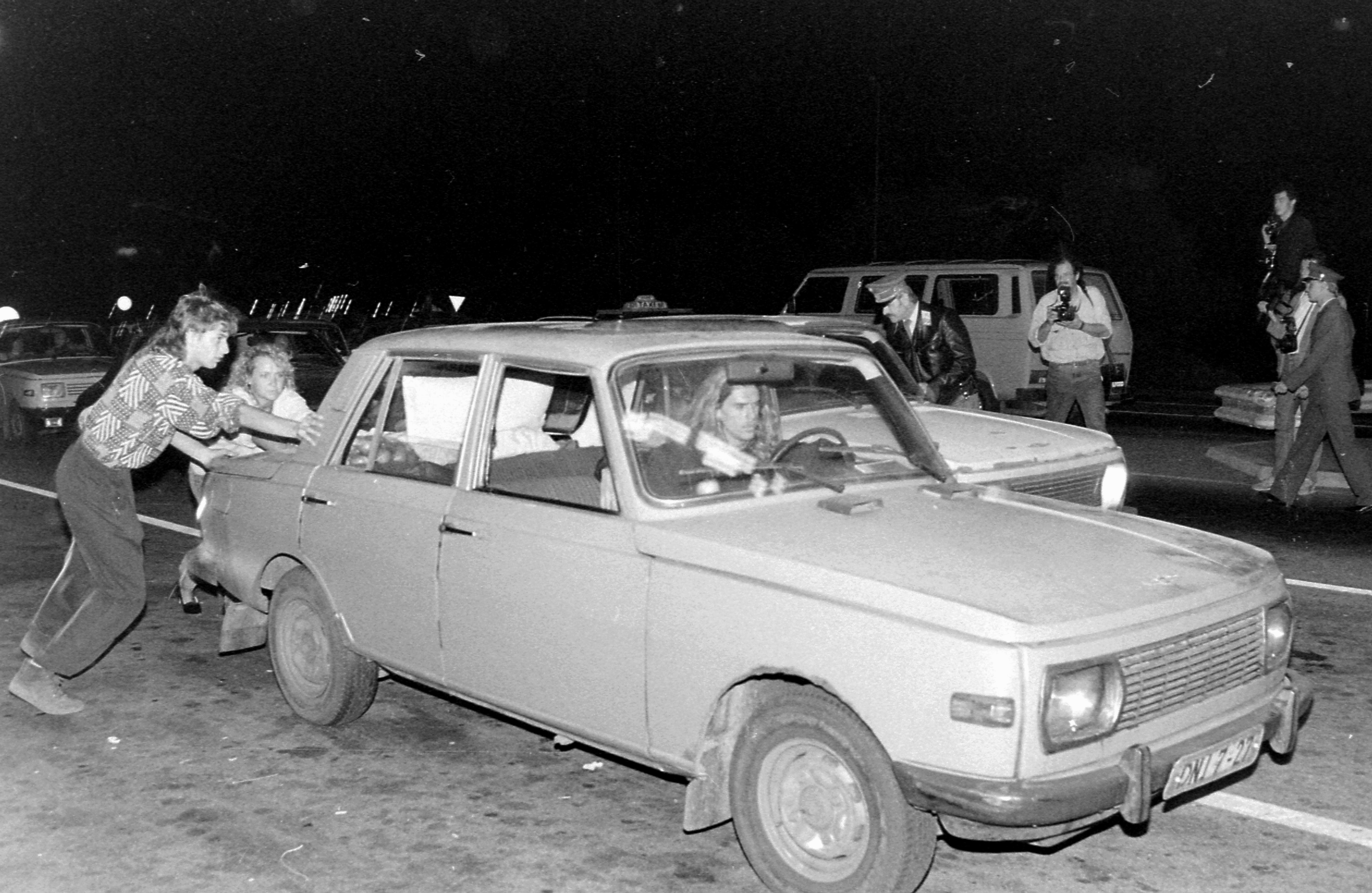
A megnyitott hegyeshalmi határátkelőnél NDK-menekültek tolják át a Wartburgjukat a határon 1989. szeptember 10-én

1989-re az NDK a teljes pénzügyi összeomlás küszöbére került. Ez év májusában az NDK polgárai bemásztak az NSZK budapesti, prágai és varsói nagykövetségeire, ott menekültstátuszért folyamodnak. Eközben a helyhatósági választásokon az egységes lista 98,85%-os győzelmet aratott. A rendszer bírálói az eredmény meghamisításáról beszéltek. Több városban a rendőrség oszlatta fel a választások meghamisítása ellen demonstrálókat. Gorbacsov megtiltotta, hogy a Szovjet Hadsereg egységei a rend helyreállításában részt vegyenek.
1989. augusztus 19-én, az osztrák-magyar határon megrendezték a páneurópai pikniket. Az eseményt kihasználva sok Magyarországon tartózkodó NDK-állampolgár jutott át Ausztriába. Augusztus 23-án a budapesti NSZK-nagykövetségre menekült NDK-polgárok szabadon elutazhattak az NSZK-ba.
Szeptember 4-én Lipcsében tömegtüntetések kezdődtek. Szeptember 10-én, vasárnap este Horn Gyula magyar külügyminiszter A Hét című tévéműsorban bejelentette: „Az itt-tartózkodó NDK állampolgárok saját, tehát NDK úti okmánnyal eltávozhatnak abba az országba, amely befogadja őket. Ez 0 órától lép érvénybe.” A megnyitott osztrák-magyar határszakaszon közel 60 ezer fő NDK-polgár menekült nyugatra. A magyar politikai vezetés az NDK vezetésével történő egyeztetés nélkül hozta meg döntését. 1989. szeptember 30-án a varsói NSZK-követségre bejutott keletnémet polgárok szintén szabadon elutazhattak nyugatra.
Október 1-jén háromoldalú egyeztetések után a prágai NSZK-követségekre bejutott keletnémet állampolgárok az NDK-n keresztül utazhattak nyugatra. Számukra az NDK vonatszerelvényt küldött Prágába, amely Drezdán és Lipcsén keresztül az NSZK-ba vitte a kivándorlókat. A vonatra Drezdában több ezer NDK-polgár akar feljutni, amit a biztonsági erők megakadályoznak. A drezdai pályaudvar környékén súlyos zavargások törtek ki. Október 7-én Gorbacsov az NDK 40. születésnapján Berlinbe látogatott. Nyitott autóját óriási tömeg kísérte az utcán. Gorbacsov a tömeg felbuzdulásától áthatva eltette előre megírt szónoklatát és rögtönzött beszédben arra ösztönözte az NSZEP vezetését, hogy tegye meg a szükséges reformlépéseket.
1989. október 9-én 70 000 ember reformokért tüntetett Lipcsében. A demonstrációk követelései között már nem az utazási reform sürgetése, hanem a kommunista rendszer reformja volt a leghangsúlyosabb. Október 18-án Erich Honecker minden hivataláról lemondott és visszavonult a politikától. Az NDK vezetője Egon Krenz lett. November 4-én Kelet-Berlinben egymillió ember részvételével utazási szabadságért és az NDK berendezkedésének reformjáért tüntettek. Az NDK pártvezetése a diplomáciai és tömegnyomás hatására utazási könnyítésekről döntött november 9-én. A döntést este egy élőben közvetített sajtótájékoztatón Günter Schabowski ismertette. A sajtótájékoztató után egy olasz újságíró még futó kamerák előtt megkérdezte, hogy mikortól érvényes a döntés. Schabowski azonban ekkorra már eltette a szemüvegét. Pár másodpercig tanácstalanul forgatta papírjait, majd a következő választ adta: „Nos… Szerintem azonnal hatályba lép… Igen, azonnal.” A tévék előtt ülő NDK-polgárok ezrei indultak meg a berlini határátkelőhelyek felé, ahol egy órán belül hatalmasra nőtt a tömeg. Mivel a határozat elvileg csak éjféltől lépett életbe, a határőrséget még nem tájékoztatták. A határátkelőknél a feszültség egyre nőtt, a nép a „visszajövünk, visszajövünk” skandálása mellett követelte az átkelők megnyitását. A határállomások parancsnokait utasították, hogy a leghangosabban követelőzőket engedjék ki az NDK-ból, de igazolványukba tegyenek a visszatérésüket megtiltó pecsétet. A tömegnyomás azonban odáig fokozódott, hogy 23 órakor a Bornholmer Strasse átkelőnél megszüntették az útlevelek ellenőrzését, felnyittatták a sorompókat és átengedték a tömeget. A mindkét oldalról érkező németek vésőkkel, csákányokkal, markológépekkel és puszta kézzel kezdtek hozzá a Fal lerombolásához.

### Út az egységes Németországig

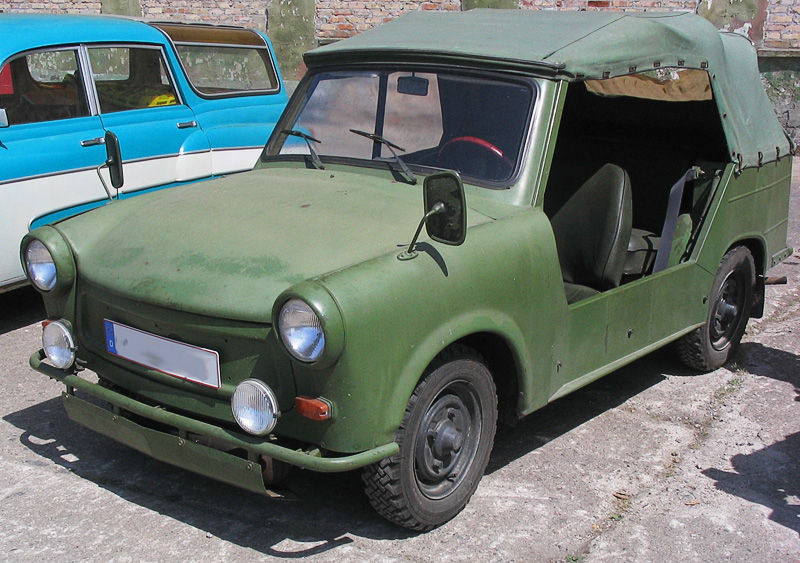
Katonai Trabant

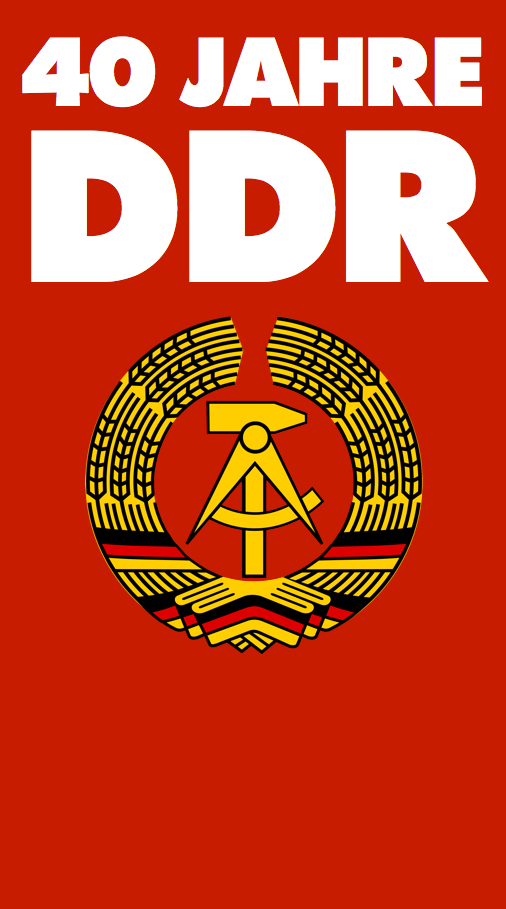
40 éves az NDK (1989)

1989. november 13-án Hans Modrowot választották az NDK miniszterelnökévé. Gorbacsov ugyanezen a napon kijelentette, hogy az egységes Németország létrejötte német belügy. November 23-án Helmut Kohl nyugatnémet kancellár javaslatot tett egy NDK-NSZK konföderáció megalapítására. Beszédében a két állam egyesülését az európai integráción belül képzelte el. 1989 decemberében törölték az NDK alkotmányából az NSZEP vezető szerepét. Egon Krenz megvált minden hivatalától. Az NDK új vezetője Manfred Gerlach lett. December 7-én elkezdődtek a kerekasztal-egyeztetések az NSZEP és az ellenzék között. Az ellenzék demokratikus választásokat követelt. December 11-én Gregor Gysi lett az NSZEP vezetője. Az NSZEP nevet változtatott, új neve Demokratikus Szocializmus Pártja lett.
1990 januárjától kezdve a még zajló tüntetések fő jelszava már a „Wir sind ein Volk!” (Egy nép vagyunk!) és a „Deutschland einig Vaterland” (Németország egységes haza – idézet az NDK himnuszából) volt. Az állambiztonsági szolgálat (Stasi) kelet-berlini központja előtt tüntettek január 15-én. 1990. február 14-én elkezdődtek a 4+2 egyeztetések. A két német állam, illetve a 2. világháború győztes hatalmainak vezetői egyeztették a német újraegyesítés feltételeit. A tárgyalások nehezen haladtak, mivel Franciaország nehezményezte egy nálánál nagyobb gazdaságú, népességű és „rovott múltú” állam megjelenését a Rajna túloldalán.
1990. március 18-án megrendezték az első demokratikus, valóban többpárti választásokat az NDK-ban. A választások a keletnémet CDU győzelmével végződtek. Lothar de Maiziére CDU kormányába belépett a keletnémet SPD is. 1990. március 18-án megkezdődtek a tárgyalások egy NSZK és NDK között létrejövő gazdasági, pénzügyi és szociális unióról. 1990. július 1-jén életbe lépett a gazdasági és pénzügyi unió a két német állam között. Megalakult a kárpótlási hivatal, melynek feladata, hogy az államosítások kárvallottjait kárpótolja és a még működő állami cégeket magánosítsa.
1990. augusztus 31-én megkötötték a szerződést a két német állam egyesüléséről. A szerződést mindkét állam parlamentje nagy többséggel fogadta el. 1990. október 2-án az NDK parlamentjének utolsó ülése, melyen összegezték az állam létezésének 40 évét, majd a keletnémet himnusz hangjaira bevonták az NDK zászlaját. Az NDK a Német Egység Napján 00:00 órakor megszűnt létezni, beolvadásával létrejött az egységes Németország válaszfalak nélkül.
Németország újraegyesítése ugyanakkor nem volt egységes sikertörténet, mivel az ország több évtizedes társadalmi és gazdasági elmaradást hordozó keleti részének a következő évtizedekben is több nehézséggel kellett szembenéznie, úgy demográfiailag, mint gazdaságilag, aminek lényege, hogy a volt NDK térsége csak hellyel-közzel tudott Németország többi részéhez (a volt NSZK-hoz) felzárkózni.

## Közigazgatás
A központi államhatalmat az NDK-ban már annak megalakulásától erős központosítás jellemezte. Az első, 1949-es alkotmány a közigazgatásban mégis egyfajta föderális rendszert alakított ki a következő egységekkel: Mecklenburg, Brandenburg, Szász-Anhalt, Türingia és Szászország. Az 1952-es közigazgatási reform azonban megszüntette ezeket az egységeket és 14 kerületet alakított ki. A városi és tartományi körzetek számát is megnövelték. 1958-ban a korábbi tartományokat formálisan is megszüntették. Kelet-Berlint 1961-ben a kerületi joggal ruházták fel. Az NDK megszűnéséig a következő kerületek álltak fenn:

Az NDK kerületei

| Kerület          | Terület    | Körzetek                              | Községek |
| ---------------- | ---------- | ------------------------------------- | -------- |
| Rostock          | 7075 km²   | 10 tartományi körzet, 4 városi körzet | 360      |
| Neubrandenburg   | 10 948 km² | 14 tartományi körzet, 1 városi körzet | 492      |
| Schwerin         | 8672 km²   | 10 tartományi körzet, 1 városi körzet | 389      |
| Potsdam          | 12 568 km² | 15 tartományi körzet, 2 városi körzet | 755      |
| Frankfurt (Oder) | 7186 km²   | 9 tartományi körzet, 3 városi körzet  | 438      |
| Magdeburg        | 11 526 km² | 19 tartományi körzet, 1 városi körzet | 655      |
| Cottbus          | 8262 km²   | 14 tartományi körzet, 1 városi körzet | 574      |
| Halle            | 8771 km²   | 20 tartományi körzet, 3 városi körzet | 684      |
| Lipcse           | 4966 km²   | 12 tartományi körzet, 1 városi körzet | 422      |
| Erfurt           | 7349 km²   | 13 tartományi körzet, 2 városi körzet | 719      |
| Drezda           | 6738 km²   | 15 tartományi körzet, 2 városi körzet | 594      |
| Karl-Marx-Város  | 6009 km²   | 21 tartományi körzet, 3 városi körzet | 601      |
| Gera             | 4004 km²   | 11 tartományi körzet, 2 városi körzet | 528      |
| Suhl             | 3856 km²   | 8 tartományi körzet, 1 városi körzet  | 358      |

## Gazdasága
Az új kelet-német állam alig néhány évvel a második világháború befejezése után jött létre, ezért örökölte a háború pusztításait is, amelyek nagyon súlyosan érintették a keleti német tartományok infrastruktúráját és mezőgazdaságát egyaránt. Ráadásul az államnak a Szovjetunió felé jóvátételt is kellett fizetnie. A háborús emberveszteség miatt nagy hiány volt szakmunkásokban, mezőgazdasági dolgozókban, értelmiségiekben, egyéb szakemberekben. Az állam lakossága a berlini fal megépüléséig további drasztikus veszteségen ment át, mert a kettéosztott Berlinen át százezrek hagyták el a keleti német területeket a rossz életkörülmények és a diktatúra miatt. A szovjet Vörös hadsereg ráadásul leszerelte a még megmaradt üzemeket és az eszközöket Oroszországba szállították.
Az 1950-es években az NDK főleg mezőgazdasági és ipari termékek formájában fizette a jóvátételt. Sztálin rendelkezésének megfelelően a németek elvesztették Alsó-Sziléziát, az ottani szénbányákat és a fontos Stettin (ma Szczecin) kikötőjét, amelyet Lengyelország kapott meg.
Mint szocialista ország az NDK is központi tervgazdálkodást folytatott, mint a Szovjetunió. Az ország 1950-ben tagja lett a Kölcsönös Gazdasági Segítség Tanácsának. 1985-re az állami vállalkozások (kollektívák) a nettó nemzeti jövedelem több mint 96%-át tették ki. Az áruk és szolgáltatások stabil árának biztosítása érdekében az állam az alapellátási költségek 80%-át fizette. A becslések szerint 1984-ben az egy főre jutó jövedelem 9 800 dollár volt (ez napjainkban már 22 600 dollárnak felel meg). 1976-ban a GDP átlagos éves növekedése 5% volt. Ezáltal az NDK számított a keleti blokk leggazdagabb országának egészen 1990-ig.
Az NDK jelentős exportot bonyolított le olyan termékekből, mint az autó, karóra, kamera, vadászpuska, írógép stb. A Trabant márka az NDK státusz szimbóluma lett és mai napig nagy kultusz övezi. Ugyancsak népszerű volt a Wartburg autómárka. Tehergépkocsikból a Multicar, a Barkas, a Robur és az IFA vált közismerté, a Multicar egyedüli NDK márkaként a rendszerváltást is túlélte.
Az 1960-as évekig nagy volt a hiány az NDK-ban olyan alapvető élelmiszerekből, mint kávé vagy a cukor. Sokan nyugati rokonok segítségével szerezték be az ilyen árukat, vagy pedig illegális úton, esetleg akkor, ha rendelkeztek külföldi valutával (elsősorban dollárral). Ezeket az árucikkeket gyakran rendelték postai úton pl. Dániából.
Az NDK kormánya politikai eszközökként használta fel a pénzt és az árakat, amely az alaptermékek és szolgáltatások széles köréhez nyújtott magas támogatási árat, amit ún. "második fizetési csomag"-nak hívtak. Az erőltetett termelési mechanizmus, a rossz gazdaságpolitika és egyéb okok végül kikezdték a kelet-német márka erejét, ezért a lakosság egyre inkább nyugat-német márkát igyekezett beszerezni. Idővel a kelet-német gazdaság erősen függött külföldi, többek között nyugat-német kölcsönöktől, mert a tőkeerőt csak az ottani fizetőeszköz jelentette.
Nyugati kommentárok kritizálták a kelet-német munkamorált is. Sokan ugyanis nagyon könnyen juthattak jól fizető állásokhoz, ha teljesítették a Német Szocialista Egységpárt elsődleges kritériumát, amely a párthoz való feltétlen hűséget jelentette. A hozzáértés vagy szakképzettség teljesen másodlagos szempontnak számított.
A munkaerő-, illetőleg szakemberhiány pótlására 1963-tól az NDK egy sor titkos nemzetközi megállapodást kötött, így a legkülönfélébb országokból szerzett be ideiglenes dolgozókat. 1989-ben több mint 100 ezer külföldi dolgozó volt az NDK-ban. A pótlás többek között Lengyelországból, Kubából, Angolából, Magyarországról, Észak-Vietnámból, Albániából és Mozambikból érkezett. Néhányan ezen munkások közül tartósan letelepedett az országban és az NDK felbomlása után is ott maradt.